# Модротиск
Модротиск (чеш. modrotisk, словен. modrotlač, мађ. kékfestés), је традиционална техника штампања текстила и истовремено име за тамно плаву тканину са белим шарама, који се производи овом техником штампе.
Ово је негативни отисак, где се тканина штампа на местима која би требало да остану бела. Штампање се врши резервом - покривном смешом, која штити потребна места од додира са бојом и која се након бојења уклања прањем. Традиционално се за штампу користе дрвени облици у које се уграђени метални каблови и лимови урезују или креирају потребне обрасце. Првобитно домаће ланено платно које су купци доносили користило се за бојење индигом, увезеном природном бојом, а у другој половини 19. века ланено и памучно платно директно из фабрика.
Од краја 18. века модротиск је продирао у народне ношње, популарност му се повећала углавном у 19. веку. За нека подручја као што су Хорацко или Влашка постали су типичан материјал. У 19. веку постојала је радионица за цртање у готово сваком малом граду, у 20. веку су почели да пропадају, а до данас постоје радионице у Олешњицама и Стражњицама у Чешкој.
Дана 28. новембра 2018. УНЕСКО је Модротиск додао на листу нематеријалне светске баштине. Била је то заједничка номинација Чешке, Словачке, Аустрије, Немачке и Мађарске.

## Техника бојења
Модротиск је техника штампања пасте отпорне на боје на тканину пре бојења индигом. Отпорна паста спречава продирање боје у тканину, чиме се осигурава да мотив након процеса бојења остане необојен. У техници модротиска тканине се не штампају, већ се боје плавом бојом, а отпорна паста спречава бојење тканине у индиго кади. Након испирања пасте, на плавој позадини остаје бели узорак. Готово да нема писаних записа о рецептима за израду пасте, који се обично преносе са генерације на генерацију. Главне компоненте пасте су арапска гума и глина. За примену мотива на тканину, штампари користе ручно израђене блокове старе и до 300 година, са регионално инспирисаним обрасцима, као и генеричким дизајном или хришћанским мотивима. Представљање локалне флоре и фауне међусобно је повезано са локалном културом региона. Традиционални ланац укључује и припрему сировина, предење, ткање, дораду, штампање и бојење. Данас се предузећа која се баве овом праксом углавном састоје од малих породичних радионица. Традиционално знање и даље се заснива на часописима (углавном у породичном власништву) који датирају из деветнаестог века и преноси се кроз посматрање и праксу.
Процес бојења индигом постиже се затезањем тканине на посебан оквир (Stern-Reif/ráfy/ráf/ráfy), потапањем у индиго каду (каду звану Küppe/kypa/Küpe/küpa/kypa) и остављањем испод површине (у почетку 5 до 10 минута). Кад се тканина извади, кисеоник из ваздуха реагује са влажном тканином, а боја прелази из жуте у зелену и у плаву. Интензитет боје на платну постаје све већи са сваким урањањем у индиго каду.
Штампане тканине морају се осушити најмање три недеље пре него што се офарбају. У зависности од жељеног интензитета плаве боје, процес бојења може потрајати до 4 сата и захтева до 9 или више урањања у индиго каду. Тканине се обично окаче на мале гвоздене куке. Мале рупе дуж рубова тканине настале вешањем стога су јединствена карактеристика традиционалног текстила.

## Историја
Са више од 6000 година историје, екстракција индига и бојење индигом су међу најранијим културним биотехнолошким процесима у пракси. Индиго је једина природна боја које може произвести трајну плаву боју на текстилним материјалима, а његова препознатљива плава боја одувек је фасцинирала и надахњивала уметнике и занатлије из целог света.
У умереним зонама Европе, биљка воад (Isatis tinctoria L.) била је главни извор све док „индијски индиго“ (Indigofera tinctoria L.) није стигао на европско тржиште. Воад има релативно нижу концентрацију индига. До краја 17. века, воад је скоро потпуно замењен. Данас већина европских практичара користи увезени природни индиго или понекад синтетички индиго. Сама техника израде принта успостављена је у средњој Европи у 17. веку. Током 18. и 19. века, занатлије су путовале у иностранство, учили су технике израде штампе текстила, документовали своје путеве у путописима, формирали цехове и размењивали обрасце са другим практичарима.
Данас је широм централне Европе остало само неколико радионица за израду модротиска, углавном као породична предузећа која воде друга до седма генерација. Узорци који се виде на текстилу углавном су регионално инспирисани дизајни локалне флоре и фауне. Да би их нанели на тканину, европски практичари и даље користе ручно израђене дрвене блокове од резбареног крушковог или липовог дрвета.
Млади практичари и дизајнери су почели да експериментишу са новим технологијама, на пример, истражујући 3Д дигитално штампање како би створили нове обрасце. Данас бојене тканине најчешће носе групе фолклорних плесова, као и појединци на свечаним или посебним догађајима, попут традиционалних прослава, свадби, итд. Међутим, производи се почињу  појављивати у другим областима живота, од свакодневне одеће, преко модних писта, до дизајна ентеријера. Посебно млади дизајнери све више користе производе и, сходно томе, прекогранично промовишу локалне културе. 

## Радионице данас
Радионица модротиска у Стражницама у Словачкој ради већ више од једног века. Основала га је породица Јох 1906. Отворена је током целе године, а осим радионице постоји и продавница у којој можете купити календаре, кецеље, држаче за лонце, шалове, торбе и друге ствари, нпр. одећу и прибор за бојење индигом, па чак и тканину за сопствени рад.
Плави лан је био уобичајен усев у околини Олешница у Јужној Моравској, у Чешкој, па је тако у скоро свакој кући постојао ткалачки разбој и скоро исти број фарбара. Оригинална радионица породице Данцингер, која датира с почетка 19. века, сачувана је и у њој се и даље модротиск ради ручно, користећи оригиналне дрвене блокове за штампање и следећи историјске формуле. У овој радионици могуће је видети аутентични процес израде модротиска.
Модротиск је вековна традиција у Мађарској, међутим у земљи још увек раде само 4 радионице за бојење плавом бојом. Један од најпознатијих међу њима је породица Ковач, која од 1878. године преноси занат са родитеља на децу. Радионица је основана 1926. Оснивач, 91-годишњи Миклош Ковач, одликован је „Мајстором народне уметности“ 1985. и Кошутовом наградом 2019. Њихова ћерка, Марија Ковач Панакне, народна је уметница од 1989. године, са супругом Ференцом Панаком отворила је прву независну радњу за фарбање плавом бојом и ствара модерне стилове поштујући традиционалну технику и наслеђе већ 25 година. Њене кћерке су седма генерација породице које настављају породичну традицију стару преко 140 година.
Мајстори, занатлије које још увек практикују штампање блоковима и бојење индигом, су:
- Аустрија: Две радионице.
- Чешка: Две породичне штампарије.
- Немачка: Данас Немачка има највећу заједницу у односу на остале европске земље: око 25 мајстора у 12 радионица. Ове радионице су мале (углавном једна особа) и често су у породичном власништву.
- Мађарска: Постоји 6 активних породичних радионица за бојење плавим бојама (од укупно осам) које води 14 мајстора
- Словачка: Три мајстора су и даље активна.

## УНЕСКО
Модротиск као вештина штампања текстила блоковима и бојења текстила индигом је уписан на УНЕСКО-ву листу нематеријалног културног наслеђа 2018. године. Упис овог елемента потврдио је његово признање као вредне културне баштине, не само за појединце и заједнице наведених држава, већ и за ширу публику. Промоција традиционалног начина штампе и бојења индигом повећава интересовање за овај начин израде текстила, посебно међу млађом генерацијом. Афирмише заједнице, радионице и индивидуалне штампаре у њиховим настојањима да одрже традиционални занат у животу. Упис на Унескову листу подиже свест о традиционалном занату као нематеријалној културној баштини и привлачи интересовање на широком нивоу, у распону од историје, биологије, хемије до уметности и дизајна.